# Eudule venitorta
Eudule venitorta är en fjärilsart som beskrevs av Paul Dognin 1910. Eudule venitorta ingår i släktet Eudule och familjen mätare. Inga underarter finns listade i Catalogue of Life.